# 石岡美紀
石岡 美紀（いしおか みき、本名：別所 美紀（べっしょ みき）、1969年12月19日 - ）は、日本のシンガーソングライター・フラメンコ舞踊家。estudio LIBERTAD（エステューディオ　リベルタ）主宰。株式会社チーム石岡 代表取締役。東京都大田区出身。血液型A型。

## 来歴
母親の影響を受けて、幼少の頃より歌舞音曲に親しむ。現在でもクラシックバレエ・日本舞踊・ピアノなどの稽古事を趣味で続けている。ライブにおいてアコースティック・ギターやアコーディオンを演奏することがあるが、それらについては独学であるとインタビューで答えている。小学生の頃はピンク・レディーや松田聖子に憧れるごく一般的な子供だったが、アメリカのテレビ番組でモンキーズを知ったことから洋楽に関心を持った。ただし、同級生の前で実際に歌っていたのはアイドルの楽曲だったようである。その後、イーグルスやリンダ・ロンシュタットの楽曲に深い感銘を受けた。
15歳の頃より作詞・歌唱による自己表現を開始し、詩編や歌唱デモテープをレコード会社や音楽事務所に送り始めた。18歳の頃より作詞提供の仕事を始め、その作品数はOVA主題歌を中心に100を超える。一時期は早瀬七美名義で作詞・歌唱活動をしていた時期もあった。
その後、作詞を多く手掛けていたポリドール・レコードのプロデューサーの目に留まり、ポリドールよりデビューが決まった。
1991年9月1日、アルバム『Good Morning』でメジャーデビュー。当時の女性ボーカルブーム（ガールポップ・ブーム）に後押しされたこともあって、デビューから数年間は恵まれたポジションで活動していた。1991年12月には、日本テレビ新人音楽祭で新人賞を受賞している。1992年4月からはラジオパーソナリティを担当するようにもなり、FMラジオ・音楽情報雑誌『FM STATION』のFMパーソナリティ人気投票では2年連続で女性部門1位を受賞している。
作詞家としても活動し、様々なアーティストに詞を提供し続けている。また、過去に一度だけ声優に挑戦したこともある。
その後も所属事務所やレコード会社の移籍を経ながら音楽活動を続けていたが、1998年にスペイン国立バレエ団などが主催するフラメンコ舞踊をいくつか鑑賞して感動に突き動かされ、同年夏からフラメンコ舞踊を始めた。1999年、本場のフラメンコに触れるべくスペインセビージャに短期留学し、マリア・デル・マル・ベルランガ、マノロ・マリンに師事。帰国後はフラメンコ舞踊家・小松原庸子やカルメラ・グレコ・他、日本人アーティスト・来日中だったアドリアン・ガリア（現：アントニオ・ガデス舞踊団所属）に師事した。
2001年以後はフラメンコ舞踊家・フラメンコ講師としての活動が主になり、フラメンコ舞踊家として定期的にタブラオライブに出演。また、その傍らでフラメンコ + ポップスをコンセプトとする音楽ユニット「nana」に歌・作詞・舞踊担当者として参加している。師のガリアとは、石橋凌のプロモーションビデオ『カクテル・トゥナイト』でペアダンスを披露している。
2003年、「石岡美紀フラメンコ教室～esutudio naranja」を主宰する。
2007年5月、BENNIE Kの全国ツアー『WORLD TOUR!? in JAPAN』にフラメンコダンサーとして参加。フラメンコだけでなく、フラダンスも披露した。
2011年2月、「24時間の神話」でデビューした深夜ラジオ仲間の双子のデュオ「VOICE」の兄・別所秀彦から事務所宛に連絡があり交友が復活。きっかけは「たまたま“石岡美紀フラメンコ教室”の看板をみかけて、懐かしくてHPを調べて事務所にメールした」と、のちに別所秀彦がコメントした。
2011年4月、5月12日配信のインターネットラジオにVOICEがゲスト出演。
2011年7月、渋谷マウントレーニアホールにて、石岡美紀プロデュース初公演「メディア～時代の肖像」にてエンタテインメント・フラメンコ（フラメンコとポップスなど他ジャンル音楽との融合）を発表する。
2011年9月、都立大学にて新スタジオ「石岡美紀フラメンコ教室～estudio LIBERTAD～」を設立。後進の育成に力を注ぐ。
2011年9月、メジャーデビュー20周年を機にシンガーソングライター活動を休止する。
2012年2月22日、 VOICEの兄・別所秀彦と元旦に入籍した事を公式ブログで発表・報告する。
2014年、エンタテインメント・フラメンコを表現するチーム、フラメンコ集団「チーム・リベルタ」をプロデュースする。
2017年2月、六本木クラップス第2回公演～チーム・リベルタの世界～を発表する。
2018年より趣味のマラソンが昂じ、毎年ハワイ州オアフ島で開催されるホノルルマラソンに参加。4時間30分の完走を目指している。
2019年12月、ペット看護士・ペットセラピスト取得。愛猫家で6匹の猫と暮らす(うち5匹の里親に)。猫好きから猫のボランティアの手伝いをスタートする。
2020年11月、代表取締役として「株式会社チーム石岡」を設立する。
2021年9月1日、デビュー30周年をきっかけとして歌手活動を再開、東京・愛知で記念公演を開催した。
2023年11月11日　自身25年ぶりの新曲となる「カゲとヒカリ」を配信リリースする。

## 受賞歴
- 日本テレビ新人音楽祭 1991年度 新人賞受賞
- FM STATION FMパーソナリティ人気投票 1994年度 女性部門1位・総合6位
- FM STATION FMパーソナリティ人気投票 1995年度 女性部門1位・総合5位
- 東京タワーTV 2016年ベストパフォーマンス大賞受賞

## 楽曲

### シングル
- Good Morning （1991年9月1日）
- 彼女によろしく（1992年4月25日）
- ONLY DREAM 〜自分らしく〜（1992年9月2日）
- 手をのばしたLittle Girl （1992年11月26日、日本テレビ『うるとら7:00』挿入歌）
- 親愛なるジュリアへ（1993年4月25日）
- シェリー（1994年1月26日、テレビ朝日『料理大好き!キッチン倶楽部』エンディングテーマ）
- あなたに逢えてよかった（1994年8月25日）
- 夢の途中（1995年2月25日、テレビ朝日『GAHAHA王国』エンディングテーマ、株式会社ISET テレビCMイメージソング）
- 愛は時を越えて（1995年5月17日、日本テレビ『NNNきょうの出来事』エンディングテーマ）

### アルバム
- Good Morning （1991年9月1日）
- Stone in the Rough （1992年5月25日）
- ゴールデンデイズ（1992年12月21日）
- 明日へのドア（1994年2月25日）
- IN MY LIFE （1995年6月25日）

### ミニアルバム
- Love （1997年12月19日）
- … & Wish （1998年4月20日）

### ライブDVD
- 石岡美紀 LIVE30th 名古屋 ～帰郷～ 「mi manera-私のやりかた」1991～2021 （2022年6月1日）

### その他の楽曲
- 小山荘のきらわれ者 オリジナルアルバム / 04. すみれ色のワンピース、10. たった一つのQuestion （1988年2月5日）
- ガルフォース新世紀編 オリジナル・サウンドトラック / 09. 祈り（1991年10月25日）
- Miki Ishioka / 心・晴れるや かわらぬ愛（非売品、1996年）
- nana PASION DE JAPON （2000年11月21日）
- nana Fioritura / 09. 海辺にて、10. Destino （2002年8月9日）
- nana Fioritura 2 / 09. Secilia、10. 追憶の還り道（2003年1月25日）
- nana nanaのすゝめ 上（2005年4月1日）
- nana Flamenco pops （2007年9月20日） - 視聴（オーディオリーフ）
- カゲとヒカリ（2023年11月11日 配信）

### 作詞提供
- 三原じゅん子（1991年1月25日、『河内残侠伝 軍鶏』エンディングテーマ）
- 立川亮子 WILD DREAM / 01. WILD DREAM （1992年11月21日、日本ハムファイターズ '93イメージソング）
- 椎名へきる with a will / 10. 私の未来（1996年12月12日）
- 高満洋子 Please go back day / 08. 嘘のない天国（1999年3月25日）
- ほか多数

## 出演

### テレビ番組
- ラジごめII金曜日の王様（1992年10月2日ほか、中京テレビ）
- ミックスパイください（1995年6月14日、CBCテレビ）
- Another Standard TV （Sky PerfecTV! 371ch kitまんぞくTV） - 土曜日パーソナリティ。

### ラジオ番組
- POWER Zzz （1992年4月 - 1996年3月、FM-FUJI） - 木曜日出演
- P-POP STATION （1994年4月 - 1996年3月、FM AICHI）
- FMリクエストアワー（1995年4月 - 1996年3月、NHK-FM）
- TOWER STATION Champ （1996年4月 - 1997年9月28日、TOKYO FM）
- 石岡美紀のインターネットラジオですよ〜（2007年11月 - 、インターネットラジオ）
- Our Time「石岡美紀のムダに!!ゲンキに!!イシオカミキ!!」(2020年10月 - 2024年3月、狛江ラジオ放送) - 第三、第五月曜日出演
- 「ムダに!!ゲンキに!!イシオカミキ!!」(2024年4月 - 2025年3月、狛江ラジオ放送) - 毎週月曜日(最終週を除く) (2025年4月 - 、毎週月曜日)出演

### CM
- 東海エリア グランドスクエア クレール&ミュゼ クレール（1991年） - 楽曲が同式場のCMソングに起用されるとともに、石岡自身もCMに出演。CMの撮影は和歌山県の南紀白浜で行われた（本人談、中京テレビ『おはようテレワッサン』で発言）。なお、過去には永井真理子や宇都美慶子、東京少年らの楽曲が同式場のCMソングに起用されていた。
- 東海エリア 特選呉服ほていや（2000年）CMソング起用、本人出演
- 岩手エリア 戸田久 温辛麺（2020年10月~）「情熱のフラメンコ編」振付け、本人出演

### DVD
- Escenario-debut-DVD （orange collar）
- Segundo-concierto-DVD （orange collar）
- BENNIE K ツアーDVD THE "new" WORLD 〜WORLD TOUR !? in JAPAN〜（2007年11月7日） - ダンサーおよび振付師として参加。

### プロモーションビデオ
- 石橋凌 PV カクテル・トゥナイト（2002年） - 師のアドリアン・ガリアとともに出演。

### OVA
- ガルフォース新世紀編 上・下（1991年 - 1992年） - ルビィの声を担当。

## 連載
- カープレイ やまなし  ~Welcome to 石岡天国~（1993年 - 2008年）

## 著書
- フラメンコ教則本(DVD付き)『より華麗に、より美しく舞う方法』石岡美紀著。東邦出版